# Internationaal Kamermuziek Festival Utrecht
Het Internationaal Kamermuziek Festival Utrecht (IKFU) is een jaarlijks kamermuziekevenement, opgericht in 2003 door violiste Janine Jansen en het toenmalige Muziekcentrum Vredenburg.
Tot en met lustrumjaar 2012 vond het festival plaats tussen Kerst en Nieuwjaar en vanaf 2014, bij de opening van het nieuwe TivoliVredenburg verhuisde het festival naar de zomer en vonden de concerten plaats in het laatste weekend van juni.
Janine Jansen gaf in 2016 de artistieke leiding over aan celliste Harriet Krijgh die na twee festivals besloot haar programmeursrol niet te verlengen. Reden daarvoor was vooral de wens van het festival om terug te keren naar de periode tussen Kerst en Nieuwjaar.
In 2019 vond weer het eerste winterfestival plaats van 27 - 30 december. Na dat moment werkte het festival met wisselende programmeurs. Janine Jansen is als artistiek leider van het festival altijd betrokken bij de keuze van gastprogrammeurs.
In 2020 was Amihai Grosz de gastprogrammeur en hij deed dit nog onder de vleugels van Janine Jansen. Tot een week voor het festival was er nog goede hoop dat het, weliswaar in aangepaste vorm met alleen Nederlandse musici, door kon gaan, maar op 14 december 2020 werd een harde coronalockdown aangekondigd, waardoor het festival alsnog geannuleerd moest worden. Als alternatief werden diverse livestreams aangeboden die via de diverse socialmediakanalen waren te volgen. Het festival werd vervolgens doorgeschoven naar 1 t/m 4 juli 2021 en daar kon eindelijk weer voor een livepubliek worden gespeeld (zij het met de anderhalvemetermaatregel). De voorbereidingen voor het reguliere festival werden inmiddels ook al getroffen en hierbij was Amihai Grosz de enige gastprogrammeur. Helaas werd ook dat jaar, en deze keer op 18 december 2021, een harde lockdown aangekondigd waardoor alsnog het festival kort van tevoren wederom moest worden geannuleerd. Op 28 december 2021 kon met steun van vaste mediapartner AVROTROS nog een livestream worden opgenomen en uitgezonden.
Van 27 tot en met 30 december 2022 kon zonder maatregelen het festival weer plaatsvinden op de vaste periode tussen Kerst en Oud en Nieuw. Op ruim tien locaties in de stad Utrecht traden - in kleine ensembles – veel musici van wereldformaat op. 
De intimiteit van het kleine ensemble komt tegemoet aan het verlangen van de deelnemende musici om te genieten van het samen musiceren. Voorbeelden van muzikale vrienden van Janine Jansen die eerder aan het festival deelnamen, zijn: Julian Rachlin, Amihai Grosz, Itamar Golan, Julia Maria Kretz, Mischa Maisky, Martin Fröst, Torleif Thedéen, Candida Thompson en Maxim Rysanov. 